# Sebastian Müller (Politiker)

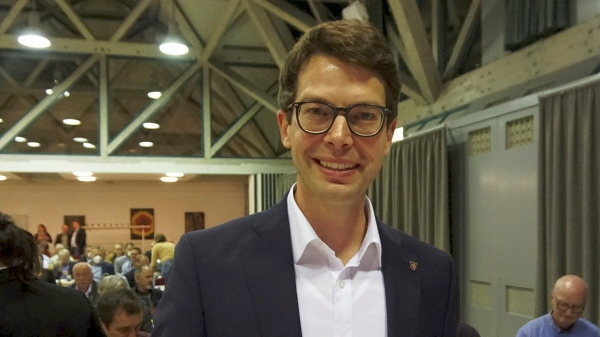
Sebastian Müller (2022)

Sebastian Müller (* 25. April 1988 in Fulda) ist ein deutscher Politiker (CDU). Seit Juli 2022 ist er Abgeordneter im Hessischen Landtag.

## Leben
Müller legte 2007 das Fachabitur an der Richard-Müller-Schule in Fulda ab. Von 2007 bis 2013 war er als Sachbearbeiter im Fachbereich Finanzen beim Landkreis Fulda tätig. 2012 absolvierte er eine Fortbildung zum Verwaltungsfachwirt. Von 2013 bis zu seinem Einzug in den Landtag 2022 war er Referent in der Verwaltungsleitung des Landkreises Fulda.
Müller ist römisch-katholisch und verheiratet.

## Politik
Müller ist Mitglied der CDU. Seit 2016 ist er Mitglied in der Gemeindevertretung von Hofbieber. Zudem ist er seit 2018 stellvertretender Vorsitzender des CDU-Gemeindeverbandes Hofbieber und seit 2019 Beisitzer im Bezirksvorstand der CDU Osthessen.
Bei der Landtagswahl in Hessen 2018 trat Müller als Ersatzbewerber für Markus Meysner im Wahlkreis Fulda II an. Nach dessen Ausscheiden aus dem Landtag rückte er am 1. Juli 2022 für ihn in den Hessischen Landtag nach.
Bei der Landtagswahl in Hessen 2023 gewann Müller das Direktmandat im Wahlkreis Fulda II, mit 48,5 % der Erststimmen, und zog somit erneut in den Hessischen Landtag ein.